# Burg Falkenstein (Tambach-Dietharz)
Der Burgstall der Burg Falkenstein befindet sich in der Gemarkung der Landstadt Tambach-Dietharz im Landkreis Gotha in Thüringen.

## Geschichte
Die abgegangene Burg soll sich auf dem Falkenstein befunden haben, heute ein Kletterfelsen vor dem Einlauf des Schmalwasser in die Talsperre Schmalwasser. Vom Felsen, der wahrscheinlich nur einen Wartturm hatte, bestand volle Sicht und mögliche Kontrolle des Schmalwassertals.
Die ehemalige Burg, in Sagen auch als Raubritterburg bezeichnet, auch fälschlicherweise  Waldenfels am Falkenstein genannt, wird oft mit der nördlich, Richtung Staumauer, gelegenen ehemaligen Burg Waldenfels verwechselt. Urkundlich ist die Burg nicht fassbar, sie wird jedoch dem Geschlecht der Falkensteiner zugeordnet. Ludewig und sein Sohn Heinrich von Frankenstein sind zum Beispiel Zeugen in der Urkunde von 1262 beim Verkauf der Burg Waldenfels an die Grafen von Henneberg. Es existieren mehrere Sagen über die Burg und deren Ritter.